# Acusació
Una acusació o imputació és un el càrrec que es formula davant l'autoritat competent contra persona o persones determinades, per considerar-les responsables d'un delicte o falta, amb l'objectiu que se li apliqui la sanció prevista.

## Regulació per països

### Espanya
Cal distingir primeramen entre les figures d'imputat, processat i acusat. Imputat és tota persona imputada d'un fet delictiu durant la investigació judicial. Aquesta figura garanteix la protecció de la persona que pot declarar acompanyada d'un advocat, pot demanar fer proves i veure els autos (si no són secrets). Quan el jutge considera que hi ha 'indicis fonamentats' que l'imputat és l'autor dels fets investigats, hom fa un Auto de Processament, i l'imputat esdevé processat. En acabar la instrucció, les actuacions es traslladen a les parts acusadores, les quals presenten un escrit d'acusació i, quan el jutge fa l'auto d'apertura del procés oral, el processat esdevé acusat
Durant el procés penal, el plenari s'inicia amb l'acusació que consisteix en una declaració de voluntat formal del titular de l'acció penal —ministeri públic, acusador particular o ambdós— per la qual, fent mèrit de les peces de convicció properes al sumari, formula un judici de culpa en contra del processat que hagués estat indagat sobre l'objecte de retret.
L'acusació fiscal ha de ser concreta, precisa i terminant, pel que fa a tots i cadascun dels fets delictuosos que hagin motivat el procés, i pel que fa a la imputabilitat i responsabilitat dels processats, indicant igualment la suma de les penes que se sol·liciten. Sense ella, el plenari no existeix i la seva omissió anul·la la sentència.
Imputar i provar són aspectes que no es poden ascendir de la tasca acusatòria. En el procés penal, pel seu contingut l'acusat «coneixerà del fet imputat, és a dir, el fet que es va tenir en compte en la declaració o que va sorgir de l'exposició, la seva qualificació legal i les proves que el fiscal de recerca considerar hàbils, amb l'objectiu d'engiponar el seu convenient descàrrec» (A. Bortwick). Aquest jurista destaca quatre elements integradors de l'acusació:
1. Element subjectiu, dades personals identificadores.
2. Element objectiu, referit a l'enunciació dels fets, que ha de ser: clara, precisa, circumstanciada i específica.
3. Element jurídic, és a dir la seva qualificació legal, tipificació o subsumpció del fet concret en una figura del Codi Penal. Així mateix, ha de consignar tot el referent al concurs, grau de participació i qualificant de la responsabilitat penal, en la mesura que trobessin presents.
4. Element volitiu, és a dir, ha de ser motivada.